# Rhynchocorys maxima
Rhynchocorys maxima är en snyltrotsväxtart som beskrevs av C. Richter. Rhynchocorys maxima ingår i släktet Rhynchocorys och familjen snyltrotsväxter. Inga underarter finns listade i Catalogue of Life.